# جرج ورث
جرج ورث (انگلیسی: George Worth; ۱ آوریل ۱۹۱۵ – ۱۵ ژانویهٔ ۲۰۰۶) شمشیرباز اهل ایالات متحده آمریکا بود.
وی در مسابقات کشوری و بین‌المللی در مجموع برندهٔ ۳ مدال طلا، ۲ مدال نقره، ۱ مدال برنز شده‌است.